# Давід Пріносіл
Давід Пріносіл (нім. David Prinosil) — колишній німецький тенісист чеського походження, олімпійський медаліст. Найвищу одиночну позицію світового рейтингу — 28 місце досяг 23 квітня 2001, парну — 12 місце — 20 серпня 2001 року. Здобув 3 одиночні та 10 парних титулів.
Бронзову олімпійську медаль  Пріносіл виборов на Олімпіаді 1996 року, що проходила в Атланті, в парних змаганнях, граючи разом із Марком-Кевіном Гелльнером.
Пріносіл двічі грав у парних фіналах турнірів Великого шолома: Ролан-Гарросу в 1993 разом із Гелльнером та Відкритого чемпіонату Австралії в 2001 разом із Байроном Блеком, але обидва рази неуспішно. 

## Значні фінали

### Олімпіади

#### Парний розряд: 1 бронзова медаль
| Результат | Рік  | Турнір       | Поверхня | Партнер             | Супротивники             | Рахунок  |
| --------- | ---- | ------------ | -------- | ------------------- | ------------------------ | -------- |
| Бронза    | 2000 | Атланта 1996 | Хард     | Марк-Кевін Гелльнер | Якко Елтінг Паул Гаргейс | 6-2, 7-5 |

## Фінали турнірів Великого шолома

### Парний розряд: 1 (1 фінал)
| Результат | Рік  | Турнір                        | Поверхня | Партнер             | Супротивники                | Рахунок            |
| --------- | ---- | ----------------------------- | -------- | ------------------- | --------------------------- | ------------------ |
| Поразка   | 1993 | Відкритий чемпіонат Франції   | Ґрунт    | Марк-Кевін Гелльнер | Люк Дженсен Мерфі Дженсен   | 4–6, 7–6, 4–6      |
| Поразка   | 2001 | Відкритий чемпіонат Австралії | Хард     | Байрон Блек         | Тодд Вудбрідж Юнас Бйоркман | 1–6, 7–5, 4–6, 4–6 |

## Фінали турнірів ATP за кар'єру

### Одиночний розряд: 6 (3–3)
| Легенда                         |
| ------------------------------- |
| Турніри Великого шлема (0–0)    |
| Фінали Світового туру ATP (0–0) |
| Серія Мастерс ATP (0–0)         |
| Серія турнірів ATP (0–0)        |
| Серія ATP Інтернешнл (3–3)      |

| Фінали за покриттям |
| ------------------- |
| Тверде (0–0)        |
| Ґрунт (0–0)         |
| Трава (2–0)         |
| Килим (1–3)         |

| Фінали за типом корту |
| --------------------- |
| Відкритий корт (2–0)  |
| Закритий корт (1–3)   |

| Результат | В-П | Дата     | Турнір                 | Рівень           | Покриття | Суперник          | Рахунок            |
| --------- | --- | -------- | ---------------------- | ---------------- | -------- | ----------------- | ------------------ |
| Перемога  | 1–0 | Лип 1995 | Ньюпорт, США           | Світова серія    | Трава    | Девід Вітон       | 7–6(7–3), 5–7, 6–2 |
| Перемога  | 2–0 | Жов 1996 | Острава, Чехія         | Світова серія    | Килим    | Петр Корда        | 6–1, 6–2           |
| Поразка   | 2–1 | Бер 1998 | Копенгаген, Данія      | Серія Інтернешнл | Килим    | Магнус Густафссон | 6–3, 1–6, 1–6      |
| Поразка   | 2–2 | Лют 1999 | Санкт-Петербург, Росія | Серія Інтернешнл | Килим    | Марк Россе        | 3–6, 4–6           |
| Перемога  | 3–2 | Чер 2000 | Галле, Німеччина       | Серія Інтернешнл | Трава    | Ріхард Крайчек    | 6–3, 6–2           |
| Поразка   | 3–3 | Жов 2000 | Москва, Росія          | Серія Інтернешнл | Килим    | Євген Кафельников | 2–6, 5–7           |

### Парний розряд: 21 (10–11)
| Легенда                         |
| ------------------------------- |
| Турніри Великого шлема (0–2)    |
| Фінали Світового туру ATP (0–0) |
| Серія Мастерс ATP (0–1)         |
| Серія турнірів ATP (2–1)        |
| Світова серія ATP (8–7)         |

| Фінали за покриттям |
| ------------------- |
| Тверде (4–4)        |
| Ґрунт (1–1)         |
| Трава (1–1)         |
| Килим (4–5)         |

| Фінали за типом корту |
| --------------------- |
| Відкритий корт (5–5)  |
| Закритий корт (5–6)   |

| Результат | В-П   | Дата     | Турнір                                          | Рівень           | Покриття | Партнер             | Суперники                        | Рахунок                 |
| --------- | ----- | -------- | ----------------------------------------------- | ---------------- | -------- | ------------------- | -------------------------------- | ----------------------- |
| Перемога  | 1–0   | Бер 1992 | Роттердам, Нідерланди                           | Світова серія    | Килим    | Марк-Кевін Гелльнер | Паул Гаргейс Марк Куверманс      | 6–2, 6–7, 7–6           |
| Перемога  | 2–0   | Сер 1992 | Відкритий чемпіонат Хорватії з тенісу, Хорватія | Світова серія    | Ґрунт    | Ріхард Вогел        | Сандер Гройн Ларс Кословскі      | 6–7, 6–3, 7–6           |
| Поразка   | 2–1   | Чер 1993 | Відкритий чемпіонат Франції з тенісу, Франція   | Великий Шлем     | Ґрунт    | Марк-Кевін Гелльнер | Люк Єнсен Мерфі Єнсен            | 4–6, 7–6, 4–6           |
| Перемога  | 3–1   | Сер 1993 | Connecticut Open, США                           | Світова серія    | Тверде   | Марк-Кевін Гелльнер | Арно Боеч Олів'є Делетр          | 6–7, 7–5, 6–2           |
| Поразка   | 3–2   | Жов 1993 | Тулуза, Франція                                 | Світова серія    | Килим    | Удо Ріглевскі       | Байрон Блек Джонатан Старк       | 5–7, 6–7                |
| Поразка   | 3–3   | Жов 1993 | Відень, Австрія                                 | Світова серія    | Килим    | Майк Бауер          | Байрон Блек Джонатан Старк       | 3–6, 6–7                |
| Поразка   | 3–4   | Бер 1994 | Копенгаген, Данія                               | Світова серія    | Килим    | Удо Ріглевскі       | Мартін Дамм Бретт Стівен         | 3–6, 4–6                |
| Поразка   | 3–5   | Бер 1997 | Санкт-Петербург, Росія                          | Світова серія    | Килим    | Даніель Вацек       | Андрій Ольховський Бретт Стівен  | 4–6, 3–6                |
| Перемога  | 4–5   | Сер 1997 | Connecticut Open, США                           | Серія Інтернешнл | Тверде   | Маркос Ондруска     | Марк Кейл Т. Дж. Міддлтон        | 6–4, 6–4                |
| Поразка   | 4–6   | Жов 1997 | Відень, Австрія                                 | Серія Чемпіоншип | Килим    | Марк-Кевін Гелльнер | Елліс Феррейра Патрік Гелбрайт   | 3–6, 4–6                |
| Перемога  | 5–6   | Жов 1998 | Острава, Чехія                                  | Серія Інтернешнл | Килим    | Ніколас Кіфер       | Девід Адамс Павел Візнер         | 6–4, 6–3                |
| Поразка   | 5–7   | Бер 1999 | Копенгаген, Данія                               | Серія Інтернешнл | Тверде   | Марк-Кевін Гелльнер | Максим Мирний Андрій Ольховський | 7–6(7–5), 6–7(4–7), 1–6 |
| Перемога  | 6–7   | Жов 1999 | Відень, Австрія                                 | Серія Чемпіоншип | Килим    | Сендон Столл        | Піт Норвал Кевін Ульєтт          | 6–3, 6–4                |
| Перемога  | 7–7   | Бер 2000 | Копенгаген, Данія                               | Серія Інтернешнл | Тверде   | Мартін Дамм         | Йонас Бйоркман Себастьян Ларо    | 6–1, 5–7, 7–5           |
| Поразка   | 7–8   | Чер 2000 | Галле, Німеччина                                | Серія Інтернешнл | Трава    | Магеш Бгупаті       | Ніклас Культі Мікаель Тільстрем  | 6–7(4–7), 6–7(4–7)      |
| Поразка   | 7–9   | Жов 2000 | Гонконг, Гонконг                                | Серія Інтернешнл | Тверде   | Домінік Грбатий     | Вейн Блек Кевін Ульєтт           | 1–6, 2–6                |
| Перемога  | 8–9   | Жов 2000 | Москва, Росія                                   | Серія Інтернешнл | Килим    | Йонас Бйоркман      | Їржі Новак (тенісист) Давід Рікл | 6–2, 6–3                |
| Поразка   | 8–10  | Січ 2001 | Мельбурн, Австралія                             | Великий Шлем     | Тверде   | Байрон Блек         | Йонас Бйоркман Тодд Вудбрідж     | 1–6, 7–5, 4–6, 4–6      |
| Поразка   | 8–11  | Сер 2001 | Мастерс Цинциннаті, США                         | Серія Мастерс    | Тверде   | Мартін Дамм         | Леандер Паес Магеш Бгупаті       | 6–7(3–7), 3–6           |
| Перемога  | 9–11  | Сер 2001 | Washington Open, США                            | Серія Чемпіоншип | Тверде   | Мартін Дамм         | Боб Браян Майк Браян             | 7–6(7–5), 6–3           |
| Перемога  | 10–11 | Чер 2002 | Галле, Німеччина                                | Серія Інтернешнл | Трава    | Давід Рікл          | Йонас Бйоркман Тодд Вудбрідж     | 4–6, 7–6(7–5), 7–5      |

## Фінали ATP Челленджер і ITF Ф'ючерс

### Одиночний розряд: 9 (5–4)
| Легенда              |
| -------------------- |
| ATP Челленджер (5–4) |
| ITF Ф'ючерс (0–0)    |

| Фінали за покриттям |
| ------------------- |
| Тверде (0–1)        |
| Ґрунт (1–0)         |
| Трава (0–1)         |
| Килим (4–2)         |

| Результат | В-П | Дата     | Турнір                    | Рівень     | Покриття | Суперник          | Рахунок       |
| --------- | --- | -------- | ------------------------- | ---------- | -------- | ----------------- | ------------- |
| Перемога  | 1–0 | Січ 1993 | Гайльбронн, Німеччина     | Челленджер | Килим    | Мартін Дамм       | 6–3, 7–6      |
| Перемога  | 2–0 | Лип 1993 | Ульм, Німеччина           | Челленджер | Ґрунт    | Олів'є Делетр     | 6–3, 6–3      |
| Перемога  | 3–0 | Жов 1994 | Дублін, Ірландія          | Челленджер | Килим    | Радомир Вашек     | 6–3, 6–3      |
| Поразка   | 3–1 | Лис 1994 | Аахен, Німеччина          | Челленджер | Килим    | Ян Сімерінк       | 7–5, 6–7, 4–6 |
| Перемога  | 4–1 | Лют 1995 | Вольфсбург, Німеччина     | Челленджер | Килим    | Мартін Сіннер     | 6–4, 7–6      |
| Перемога  | 5–1 | Бер 1995 | Гамбург, Німеччина        | Челленджер | Килим    | Мартін Сіннер     | 6–1, 6–4      |
| Поразка   | 5–2 | Лис 1996 | Аахен, Німеччина          | Челленджер | Тверде   | Олександр Волков  | 3–6, 6–7      |
| Поразка   | 5–3 | Лис 1999 | Аахен, Німеччина          | Челленджер | Килим    | Рамон Слюйтер     | 6–2, 4–6, 6–7 |
| Поразка   | 5–4 | Лип 2003 | Бристоль, Велика Британія | Челленджер | Трава    | Массімо Делл'Аква | 4–6, 4–6      |

### Парний розряд: 4 (4–0)
| Легенда              |
| -------------------- |
| ATP Челленджер (4–0) |
| ITF Ф'ючерс (0–0)    |

| Фінали за покриттям |
| ------------------- |
| Тверде (0–0)        |
| Ґрунт (3–0)         |
| Трава (0–0)         |
| Килим (1–0)         |

| Результат | В-П | Дата     | Турнір             | Рівень     | Покриття | Партнер       | Суперники                           | Рахунок  |
| --------- | --- | -------- | ------------------ | ---------- | -------- | ------------- | ----------------------------------- | -------- |
| Перемога  | 1–0 | Сер 1992 | Ґрац, Австрія      | Челленджер | Ґрунт    | Ріхард Вогел  | Роберт Новотни Мілан Трнений        | 6–3, 6–4 |
| Перемога  | 2–0 | Вер 1992 | Мерано, Італія     | Челленджер | Ґрунт    | Сандер Гройн  | Ліонель Бартез Alois Beust          | 6–4, 6–4 |
| Перемога  | 3–0 | Лип 1993 | Ульм, Німеччина    | Челленджер | Ґрунт    | Ріхард Вогел  | Удо Ріглевскі Хорхе Лосано          | 6–1, 6–3 |
| Перемога  | 4–0 | Бер 1995 | Гамбург, Німеччина | Челленджер | Килим    | Мартін Сіннер | Клінтон Феррейра Александар Кітінов | 6–2, 6–3 |

## Досягнення
| W | Ф | ПФ | ЧФ | #Р | КТ | К# | P# | DNQ | A | Z# | PO | G | S | B | NMS | NTI | P | NH |

### Одиночний розряд
| Турніри Великого шлему                 |     |     |     |     |     |     |     |     |     |     |     |     |     |        |       |     |
| Відкритий чемпіонат Австралії з тенісу |     |     | 2р  | 1р  | 3р  | 1р  | 1р  | 2р  | 1р  |     | 3р  | К1р | 1р  | 0 / 9  | 6–9   | 40% |
| Відкритий чемпіонат Франції з тенісу   |     | 3р  | 2р  | 2р  | 1р  | 1р  | 1р  | 2р  | 1р  | 1р  | 1р  | К1р | К1р | 0 / 10 | 5–10  | 33% |
| Вімблдонський турнір                   | К2р |     | 2р  | 3р  | 1р  | 1р  |     | 2р  | 2р  | 4р  | 3р  | К2р | К1р | 0 / 8  | 10–8  | 56% |
| Відкритий чемпіонат США з тенісу       |     |     | 1р  |     | 1р  | 2р  | 1р  | 1р  | 2р  | 1р  | 1р  | К3р | К1р | 0 / 8  | 2–8   | 20% |
| В-П                                    | 0–0 | 2–1 | 3–4 | 3–3 | 2–4 | 1–4 | 0–3 | 3–4 | 2–4 | 3–3 | 4–4 | 0–0 | 0–1 | 0 / 35 | 23–35 | 40% |
| Тур ATP Мастерс 1000                   |     |     |     |     |     |     |     |     |     |     |     |     |     |        |       |     |
| Індіан-Веллс                           |     |     |     |     |     |     |     |     |     |     | 1р  | К1р |     | 0 / 1  | 0–1   | 0%  |
| Відкритий чемпіонат Маямі з тенісу     |     |     | 1р  |     |     |     |     | 1р  | 1р  | 1р  | 3р  |     |     | 0 / 5  | 1–5   | 17% |
| Монте-Карло                            |     |     |     |     |     |     |     |     |     |     | 1р  |     |     | 0 / 1  | 0–1   | 0%  |
| Гамбург                                |     | 2р  | 1р  | К2р | 2р  | 1р  | 1р  | 1р  | 1р  |     | 1р  |     | К1р | 0 / 8  | 2–8   | 20% |
| Рим                                    |     |     |     |     |     |     | 1р  |     | ЧФ  |     | 1р  |     |     | 0 / 3  | 3–3   | 50% |
| Мастерс Канада                         |     |     |     |     |     |     |     |     |     |     | 1р  | К1р |     | 0 / 1  | 0–1   | 0%  |
| Мастерс Цинциннаті                     |     |     |     |     |     |     |     |     | 1р  |     | 1р  |     |     | 0 / 2  | 0–2   | 0%  |
| Ессен / Штутгарт                       | НСМ | НСМ | НСМ | НСМ |     |     | 3р  | 1р  | 1р  |     | 1р  |     |     | 0 / 4  | 2–4   | 33% |
| Париж                                  |     |     |     |     |     |     | 2р  | К2р |     | ЧФ  |     |     |     | 0 / 2  | 4–2   | 67% |
| В-П                                    | 0–0 | 1–1 | 0–2 | 0–0 | 1–1 | 0–1 | 3–4 | 0–3 | 3–5 | 3–2 | 1–8 | 0–0 | 0–0 | 0 / 27 | 12–27 | 31% |

### Парний розряд
| Турніри Великого шлему                 |     |     |     |     |     |     |     |     |     |     |      |      |     |        |       |     |
| Відкритий чемпіонат Австралії з тенісу |     |     | 1р  | 1р  | 2р  | 3р  | 2р  | 3р  | 2р  |     | Ф    | ЧФ   | 1р  | 0 / 10 | 15–9  | 63% |
| Відкритий чемпіонат Франції з тенісу   |     | 2р  | Ф   | 1р  | 2р  | 1р  |     | 2р  | ЧФ  | 2р  | 3р   | 3р   | 1р  | 0 / 11 | 16–11 | 59% |
| Вімблдонський турнір                   | К2р |     |     | 2р  | 3р  | 1р  |     | 2р  | 1р  | 3р  | 2р   | ЧФ   | 2р  | 0 / 9  | 11–9  | 55% |
| Відкритий чемпіонат США з тенісу       |     |     | 2р  |     | 2р  | 1р  | 1р  | 1р  | ПФ  | 1р  | 3р   | 3р   |     | 0 / 9  | 10–9  | 53% |
| В-П                                    | 0–0 | 1–1 | 6–3 | 1–3 | 5–4 | 2–4 | 1–1 | 4–4 | 8–4 | 3–3 | 10–4 | 10–4 | 1–3 | 0 / 39 | 52–38 | 58% |
| Тур ATP Мастерс 1000                   |     |     |     |     |     |     |     |     |     |     |      |      |     |        |       |     |
| Індіан-Веллс                           |     |     |     |     |     |     |     |     |     |     | 2р   | 2р   |     | 0 / 2  | 2–2   | 50% |
| Відкритий чемпіонат Маямі з тенісу     |     |     | 1р  |     |     |     |     | 1р  | 1р  | 2р  | 1р   | 2р   | 1р  | 0 / 7  | 0–7   | 0%  |
| Монте-Карло                            |     |     |     |     |     |     |     |     |     |     | 1р   | 1р   |     | 0 / 2  | 0–2   | 0%  |
| Гамбург                                |     | 2р  | ЧФ  | 1р  | 1р  | 2р  | 2р  | 1р  | 1р  | 1р  | 1р   |      | ЧФ  | 0 / 11 | 7–11  | 39% |
| Рим                                    |     |     |     |     |     |     | К2р |     |     |     |      |      |     | 0 / 0  | 0–0   | –   |
| Мадрид                                 | NH  | NH  | NH  | NH  | NH  | NH  | NH  | NH  | NH  | NH  | NH   | 1р   |     | 0 / 1  | 0–1   | 0%  |
| Мастерс Канада                         |     |     |     |     |     |     |     |     |     |     | 1р   | ПФ   |     | 0 / 2  | 3–2   | 60% |
| Мастерс Цинциннаті                     |     |     |     |     |     |     |     |     | ЧФ  |     | Ф    | 2р   |     | 0 / 3  | 7–3   | 70% |
| Ессен / Штутгарт                       | НСМ | НСМ | НСМ | НСМ | ЧФ  |     | 1р  | 2р  | ПФ  | ПФ  | ПФ   |      |     | 0 / 6  | 11–6  | 65% |
| Париж                                  |     |     |     |     |     |     |     | 1р  |     | 2р  |      |      |     | 0 / 2  | 1–2   | 33% |
| В-П                                    | 0–0 | 1–1 | 2–2 | 0–1 | 2–2 | 1–1 | 1–2 | 1–4 | 4–4 | 4–4 | 8–7  | 5–6  | 2–2 | 0 / 36 | 31–36 | 46% |